# Castianeira occidens
Castianeira occidens là một loài nhện trong họ Corinnidae.
Loài này thuộc chi Castianeira. Castianeira occidens được miêu tả năm 1969 bởi Reiskind.